# Avenida Almirante Francisco Nef (Talcahuano)
La Avenida Almirante Francisco Nef (también llamada Avenida Almirante Neff), es una arteria vial estructurante de la ciudad de Talcahuano en Chile. Lleva su nombre en honor al oficial naval y miembro de la Junta de Gobierno que gobernó Chile entre 1924 y 1925, Vicealmirante Francisco Nef Jara.
La Avenida Almirante Francisco Nef es una vía colectora, que concentra el tráfico local de uno de los sectores más poblados de la ciudad, Las Salinas. En los alrededores de la avenida se ubican establecimientos educacionales, varios locales comerciales y canchas de fútbol. Además, conecta al Centro de Salud Familiar junto a la iglesia del sector, con las vías principales de la ciudad. Por la avenida corre también locomoción colectiva.

## Historia
La Avenida Almirante Francisco Nef fue una calle que creció conforme lo ha hecho el sector de Las Salinas. Con la construcción de nuevas poblaciones y conjuntos residenciales, ha seguido extendiéndose hasta llegar al Canal Ifarle (Claudio Gay Poniente).
Dado el importante aumento de tráfico vial y, en consecuencia, el aumento de su importancia al convertirse en la principal arteria del sector, la alcaldía de la ciudad decidió su mejoramiento, pasando a convertirla en avenida y ejecutando una pavimentación cercana a los 7 mil 395 m² entre las calles Luis Gómez Carreño y Enebro.
De esta forma, el 9 de junio de 2008 se inauguró la nueva avenida tras un proceso en el que se habilitaron dos pistas por sentido y un bandejón central. Las mejoras permitieron también cubrir el creciente tráfico entre Las Salinas y la Avenida Cristóbal Colón.

## Importancia
La importancia de esta avenida radica en que conjuga en sus cercanías establecimientos educacionales públicos, servicios comunitarios, comercio y áreas verdes, y es puerta de acceso de las actuales zonas de expansión urbana del sector y la ciudad.
En la avenida se ubican dos establecimientos de educación secundaria de la ciudad: El Liceo Comercial de Talcahuano B-22 Profesor Sergio Moraga Arcil y el Liceo Las Salinas B-26. Junto con ello, alberga también instalaciones comunitarias como el Centro de Atención Integral al Menor (CAIM) Las Salinas.
Cercana a esta avenida se encuentra el Centro de Salud Familiar Leocán Portus Govinden, que entrega servicios médicos a todo el sector de Las Salinas y barrios aledaños, junto con la parroquia Santa Cecilia.
En el sector norte de la avenida se ubican áreas verdes y canchas de fútbol. Almirante Nef es además una de las principales arterias de la locomoción pública, transportando gente hacia Concepción y el puerto de Talcahuano.

## Ubicación y trayecto
La avenida se origina en el cruce de la Avenida Cristóbal Colón y la calle Luis Gómez Carreño. Tiene dos carriles por sentido, separados por un bandejón.
Es cruzada por la calle Luis Acevedo, bordeando áreas verdes y canchas de fútbol comunitarias. Posteriormente la calle Manuel Barros Borgoño desemboca en la avenida. A dos cuadras se puede encontrar el Centro de Salud Leocán Portus Govinden. A esta altura se puede acceder al Conjunto Residencial San Marcos. Luego desemboca la calle Manuel Bayón por la cual se llega al Parque Residencial Las Salinas. Por la calle Manuel Bayón y Volcán Osorno, también corre la locomoción colectiva. Finalmente, la avenida termina en calle Claudio Gay Poniente, al borde del canal Ifarle.

## Prolongaciones
- Hacia el Este (de modo penpendicular):
  - Claudio Gay Poniente.

## Puntos relevantes
Dentro de su trazado, la Avenida Almirante Francisco Nef pasa por los siguientes puntos relevantes dentro de la intercomuna:
- Avenida Cristóbal Colón.
- Calle Luis Gómez Carreño
- A la altura 80: Centro de Atención Integral al Menor Las Salinas, Oficina Municipal de la Mujer[5]
- Calle Luis Acevedo.
- A la altura 270: Liceo Comercial de Talcahuano B-22 Profesor Sergio Moraga Arcil
- A la altura 310: Liceo Las Salinas B-26.
- Calle Manuel Barros Borgoño
- Calle Manuel Bayón y Calle Volcán Osorno.
- Claudio Gay Poniente y el canal Ifarle.